# Mihály Viczay
Mihály Viczay, noto anche come Michele Wiczai, (Hédervár, 25 luglio 1757 – Hédervár, 18 marzo 1834), è stato un numismatico e archeologo ungherese dilettante, conte di Hédervár.

## Biografia
Figlio primogenito di Mihály e di Terézia Draskovich, inizialmente studiò legge, ma in seguito sviluppò il suo interesse per l'archeologia per cui si ritirò a Hédervár, dove aveva già raccolto molti oggetti antichi e una collezione di monete e medaglie.
Nel tempo la collezione privata di Hédervár divenne un museo, visitato da molti studiosi stranieri, tra cui Felice Caronni.
La raccolta è citata tra gli altri da Domenico Sestini e dall'inglese Robert Townson.

## Famiglia
Il 15 giugno 1775 sposò la contessa Anna Maria Grassalkovich, dalla quale ebbe tre figli:
- Mihály (22 giugno 1777 -?) sposa Margit Zichy
- Ferenc (24 luglio 1780 - 13 maggio 1836) sposa la contessa Amália Vásonkeöi Zich Zichy
- Karolina (Hédervár, 10 ottobre 1789 - 13 febbraio 1839 Nustar) sposa il conte Anton Belas Khuen II.